# Adattamenti cinematografici e televisivi dei romanzi di Peter Benchley
Questo è l'elenco degli adattamenti cinematografici, film televisivi tratti dai romanzi di Peter Benchley.

## Elenco
| Anno | Film                                          | Opera da cui è tratto     | Note                |
| ---- | --------------------------------------------- | ------------------------- | ------------------- |
| 1975 | Lo squalo (Jaws)                              | Dal romanzo Lo squalo     |                     |
| 1977 | Abissi (The Deep)                             | Dal romanzo Abissi        |                     |
| 1978 | Lo squalo 2 (Jaws 2)                          | Nessuno                   | Sequel de Lo squalo |
| 1980 | L'isola (The Island)                          | Dal romanzo L'isola       |                     |
| 1983 | Lo squalo 3 (Jaws 3-D)                        | Nessuno                   | Sequel de Lo squalo |
| 1987 | Lo squalo 4 - La vendetta (Jaws: The Revenge) | Nessuno                   | Sequel de Lo squalo |
| 1996 | The Beast - Abissi di paura (The Beast)       | Dal romanzo Tentacoli     | Miniserie TV        |
| 1998 | Creatura (Creature)                           | Dal romanzo Squalo bianco | Miniserie TV        |
| 2016 | Jordan Hates                                  | Nessuno                   | Miniserie TV        |
| 2016 | A Quint-mas Carol                             | Nessuno                   | Cortometraggio      |